# Maria Theresia (Fernsehserie)
Maria Theresia ist eine österreichisch-tschechische Miniserie von Robert Dornhelm mit Marie-Luise Stockinger (Teil 1 und 2, 2017), Stefanie Reinsperger (Teil 3 und 4, 2019) und Ursula Strauss (Teil 5) als Maria Theresia.
Teil 1 und 2 wurden am 11. Dezember 2017 im Schloss Esterházy präsentiert und am 27. und 28. Dezember 2017 im ORF erstmals ausgestrahlt.  2019 entstand unter dem Arbeitstitel Maria Theresia II eine zweiteilige Fortsetzung mit Stefanie Reinsperger in der Titelrolle, die am 27. und 28. Dezember 2019 erstmals im ORF ausgestrahlt wurde. Der fünfte und letzte Teil wurde am 30. Dezember 2021 auf Flimmit veröffentlicht, die Erstausstrahlung im ORF erfolgte am 6. Jänner 2022.

## Handlung
Teil 1 und 2 erzählen rund zwei Jahrzehnte österreichischer Geschichte von 1723 bis zur Krönung Maria Theresias zur ungarischen Königin am 25. Juni 1741. Im Mittelpunkt steht dabei die Liebesgeschichte zwischen Maria Theresia und ihrem Mann Franz Stephan von Lothringen. Teil 3 und 4 erzählen die Zeit bis zur Krönung zur böhmischen Königin 1743.

### Teil 1
Prag 1723. Die sechsjährige Maria Theresia sieht ihren Lebensweg klar vorgezeichnet, sie wird eines Tages Franz Stephan von Lothringen heiraten und mit ihm viele Kinder bekommen. Alle warten auf den ersehnten männlichen Nachkommen von Maria Theresias Vater Karl VI., neun Jahre später ist dieser noch immer nicht geboren. Der Mediziner Professor Gottfried Philipp Spannagel hat mittlerweile aufgrund des fortgeschrittenen Alters der Kaiserin Elisabeth Christine von Braunschweig-Wolfenbüttel alle Hoffnung aufgegeben, es kann nur noch um ein Wunder gebetet werden. Er empfiehlt daher, die Erziehung der erstgeborenen Maria Theresia zu vertiefen, um sie auf eine mögliche Regentschaft vorzubereiten.
Karl VI. bittet Eugen von Savoyen, die Hochzeits-Verhandlungen mit Franz Stephan von Lothringen zu beginnen. Prinz Eugen hat allerdings andere Pläne, er hat einen anderen Bräutigam für Maria Theresia vorgesehen, der garantieren soll, dass es keinen Krieg mit Preußen gibt. Eugen beginnt Verhandlungen mit Friedrich Wilhelm von Grumbkow, Maria Theresia soll nach deren Plänen mit Kronprinz Friedrich vermählt werden. Außerdem bietet er Franz Stephan Maria Theresias Schwester Maria Anna zur Frau, Franz Stephan stimmt dem Vorschlag zunächst zu. Maria Theresia möchte jedoch nur Franz Stephan als Gemahl.
Die Kirche schlägt Maria Theresia vor, gar nicht zu heiraten und stattdessen ins Kloster zu gehen. Maria Theresia beginnt daraufhin heimlich mit Unterstützung Spannagels, sich auf die Herrschaft vorzubereiten und die Geschichte und Politik Europas zu studieren. Graf Nikolaus I. Esterhazy entdeckt dies durch Zufall und macht es publik. Spannagel landet vorübergehend im Gefängnis, Maria Theresia soll ins Kloster geschickt werden. Maria Theresia schlägt stattdessen vor, dass Franz Stephan auf sein Herzogtum Lothringen zugunsten Frankreichs verzichtet, im Gegenzug dazu soll er die Toskana bekommen. Frankreich soll dafür die Pragmatische Sanktion anerkennen, Franz Stephan soll Maria Theresia heiraten.
Franz Stephan lehnt den Vorschlag zunächst ab. Der preußische Prinz Friedrich wurde mittlerweile bereits vermählt, Preußen fordert daher ebenfalls die Vermählung von Maria Theresia und dem aus preußischer Sicht schwachen und ungefährlichen Franz Stephan. Maria Theresia erfährt, dass Prinz Eugen sie an Preußen verkaufen wollte. Der liegt allerdings bereits im Sterben, am Sterbebett empfiehlt er noch Philipp Graf Kinsky als seinen Nachfolger.
Nachdem Spannagel Franz Stephan in die politische Situation und militärische Lage einweiht, stimmt er Maria Theresias Vorschlag doch noch zu. Beim Geburtstag von Maria Theresias Mutter akzeptiert Franz Stephan die Bedingungen und hält um die Hand Maria Theresias an. Philipp Graf Kinsky ist davon wenig begeistert, auf der Geburtstagsfeier erreicht sie die Nachricht vom Ableben Prinz Eugens. Franz Stephan und Maria Theresia werden vermählt, Maria Theresia bringt später ihre ersten beiden Töchter zur Welt, der ersehnte männliche Nachkomme bleibt wie bei ihren Eltern vorerst ebenfalls aus. Um dem Hof zu entfliehen, fahren Franz Stephan und Maria Theresia in die Toskana. Dort plant Franz Stephan eine Baumwollmanufaktur nach englischem Vorbild zu errichten und sucht und findet dafür Investoren. In der Toskana überbringt ihnen Kinsky die Nachricht, dass Karl VI. einen schweren Jagdunfall erlitten hat, an dessen Folgen er verstorben ist.

### Teil 2
Nach dem Tod ihres Vaters Karl VI. kehren Maria Theresia und Franz Stephan mit ihrer dritten Tochter an den Wiener Hof zurück, Maria Theresia muss den Thron ihres Vaters übernehmen. Bei der Heimreise erkennt sie den Hunger, die Not und das Elend, die in ihrem Reich herrschen. Franz Stephan wird von der Politik zunächst ausgeschlossen, etwa an der Teilnahme am Geheimen Rat, er geht daher eigene Wege. Er amüsiert sich unter anderem mit den Damen am Hof, insbesondere mit Elisa Fritz. Außerdem beschäftigt er sich als Unternehmer mit dem Handel von Baumwolle und Seide und der Gründung einer Tuchmanufaktur. Maria Theresia sieht Franz Stephans Platz bei der Armee, der lehnt den Krieg jedoch grundsätzlich ab.
Mehrere europäische Fürsten erheben Ansprüche auf die Habsburgischen Erblande bzw. das römisch-deutsche Kaisertum. Vom Süden, Norden und Westen droht Gefahr, außerdem hält sich der preußische Marschall Grumbkow weiterhin am Wiener Hof auf. Unsicher ist, ob die Pragmatische Sanktion von allen akzeptiert wird. Sie macht Graf Kinsky, den sie aufgrund seiner vermeintlichen Nähe zum verstorbenen Prinzen Eugen bisher verachtete, zu ihrem politischen Berater. Er empfiehlt ihr, sich Unterstützung von Graf Nikolaus I. Esterhazy zu holen. Sie lehnt diese Idee zunächst ab, nachdem Esterhazy sie verraten hatte, als er entdeckte, dass sie heimlich Politik und Geschichte studierte.
Maria Theresia macht Marschall Grumbkow zum Mitglied des Geheimen Rates. Friedrich II. schlägt Maria Theresia vor, dass er Franz Stephan bei der Kaiserwahl unterstützen könnte, im Gegenzug dafür verlangt er Schlesien. Maria Theresia geht auf das Angebot Friedrichs nicht ein. Von ihrem eigenen Hof fühlt sie sich nicht ernst genommen. Inzwischen kommt die Nachricht, dass Marschall Grumbkow als Doppelspion enttarnt, an der preußischen Grenze verhaftet und wegen Landesverrat hingerichtet worden ist. Grumbkow spionierte einerseits für die Preußen am Wiener Hof, andererseits wurde er von Prinz Eugen bestochen. Auch kursiert das Gerücht, dass Grumbkow Karl VI. vergiftet haben soll. Grumbkow wollte Maria Theresia auf dem Thron, weil er in ihr eine schwache Gegnerin Preußens sah.
Nach dem Einmarsch preußischer Truppen unter dem Jubel der Bevölkerung in Schlesien versucht Maria Theresia, den Hunger unter den Soldaten zu mildern um deren Motivation zu heben. Bald darauf marschieren die Preußen auch in Böhmen ein. Der Adel flieht aus Wien, nachdem zahlreiche Bälle abgesagt worden sind. Der eigene Hof wendet sich teilweise unter Spott von ihr ab, Prinzessin Karolina erkrankt an den Pocken, an denen sie später stirbt. Franz Stephan fühlt sich von Maria Theresias Leben ausgeschlossen und wie das fünfte Rad am Wagen. Maria Theresia ist zunehmend überfordert. Mit Elisa Fritz, die bisher mehr Franz Stephan zugetan schien, findet Maria Theresia eine treue Unterstützerin, die es schafft, den Adel zur Rückkehr an den Wiener Hof zu bewegen und die Stimmung am Hof zu ihren Gunsten zu lenken. Die Preußen bieten den Waffenstillstand an, wenn die annektierten Gebiete Preußen zuerkannt werden. Zwischenzeitlich kommt mit Joseph der ersehnte männliche Nachkomme zur Welt.
Die Bayern erklären Österreich den Krieg, Frankreich tritt in den Krieg gegen die Österreicher mit ein. Maria Theresia versucht, die Moral ihrer Truppen mit Unterstützung der Kirche zu heben und verspricht ihnen bessere Ausrüstung und Verpflegung. Außerdem sucht sie Unterstützung bei den Ungarn. Graf Nikolaus Esterházy bietet ihr diese auch an, will aber auch ihr Herz erobern. Franz Stephan ist eifersüchtig, am Hof kursiert bereits das Gerücht, dass der Papst bereit wäre, ihre Ehe zu annullieren. Esterházy muss erkennen, dass er das Herz Maria Theresia nicht erobern kann und sie sich ihm nur aus Pflichtgefühl ihrem Land gegenüber opfern würde. Vor dem Ungarischen Landtag gibt sie sich als schutzlose Mutter und Frau, die an den Mut der Männer appelliert. Esterházy tritt vor den Versammelten für sie ein, sie erhält so die ungarische Unterstützung, die Ungarn versprechen ihr 60.000 Soldaten. Maria Theresia wird schließlich zur ungarischen Königin gekrönt.

### Teil 3

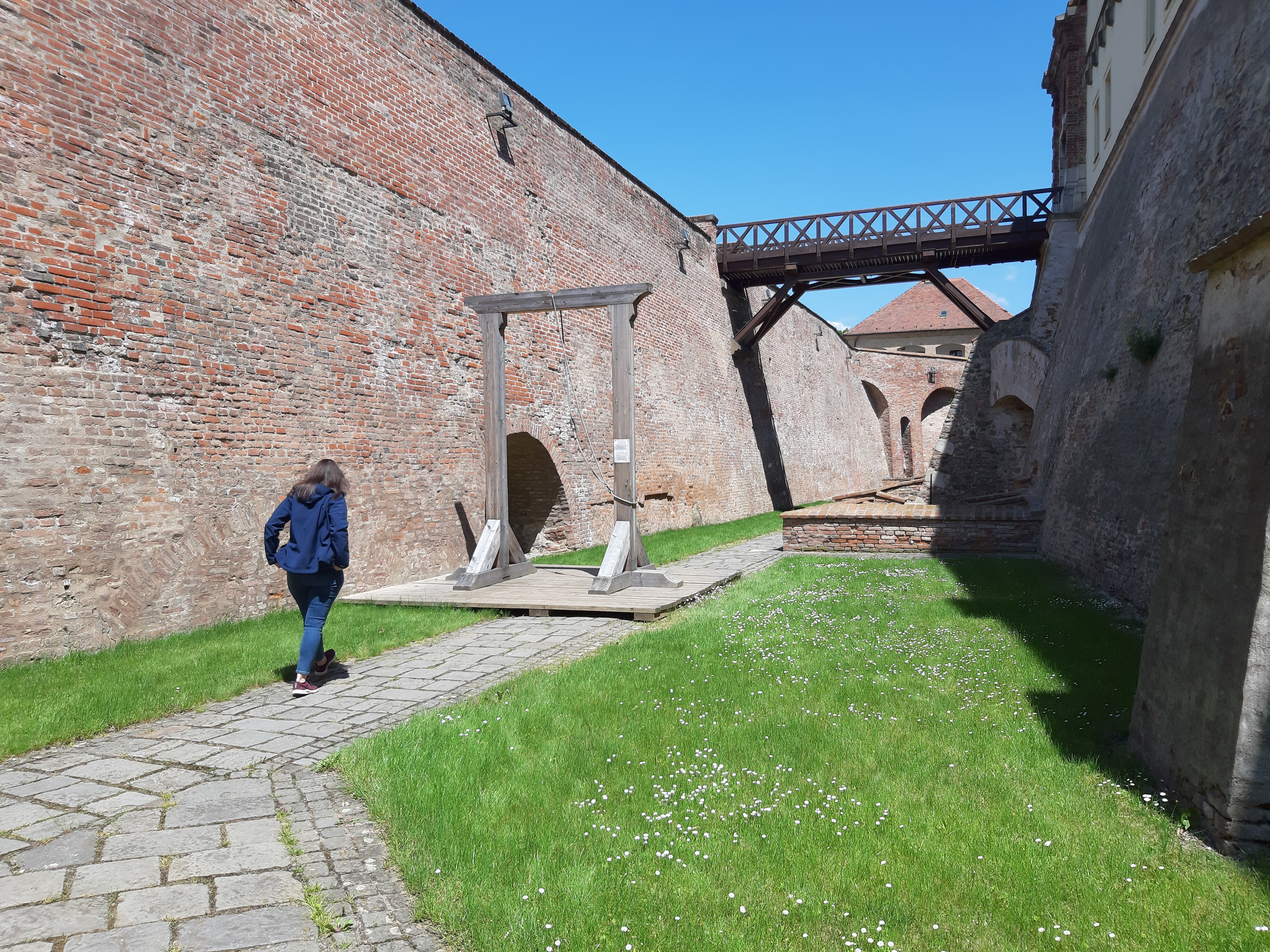
Ein Teil der Serie wurde auch auf Špilberk gedreht. Der in der Serie verwendete Galgen blieb hier (Juni 2021).

Nach dem Verlust von Schlesien an Friedrich II. scheint der Waffenstillstand mit Preußen nicht von langer Dauer. Überall scheinen Feinde zu lauern, die Teile des Habsburgerreichs erobern wollen. Franz Stephan von Lothringen betreibt hinter dem Rücken von Maria Theresia Geschäfte mit Preußen und Friedrich II. in seinem Palais in der Wallnerstraße, er stattet ihn unter anderem mit Uniformen und Zelten aus.
Maria Theresia bezahlt für ihren Einsatz als Staatsoberhaupt auch einen persönlichen Preis, denn ihr Ehemann Franz Stephan wendet sich anderen Frauen zu. Sie wirft Franz Stephan vor, dass er sich beim unmoralischen Glückspiel amüsiere, während der Krieg verloren wird. Franz Stephan hält dagegen, dass die Einnahmen aus seinem unmoralischen Glückspiel ihren moralischen Krieg finanzieren würde. Maria Theresia beschuldigt außerdem ihre Schwiegermutter Élisabeth Charlotte d’Orléans ein Spitzel für den französischen König zu sein.
Sie fühlt sich im Stich gelassen, ist eifersüchtig und misstrauisch. Entgegen dem Rat ihrer Berater sucht sie bei Baron von der Trenck militärische Unterstützung, der zwar für seinen Wagemut bekannt ist, aber auch für seine Grausamkeit. Er verspricht ihr, die bayerischen Länder für sie zurückzugewinnen und ihr das Nürnberger Ei als Trophäe zu bringen. Maria Theresia scheint in ihrer verzweifelten Situation ihre eigenen Werte und Moralvorstellungen über Bord zu werfen. Von der Front erhält sie die Nachricht, dass sich die Lage im Westen verändert, Trenck marschiert auf München zu, die Bayern weichen. Außerdem wird über Plünderungen in Bayern durch Trenck berichtet. Er nimmt auch keine Gefangenen, die als Tauschobjekte für eigene gefangene Adelige dienen könnten, sondern lässt sie gegen die Regeln sofort hinrichten. Trenck besiegt schließlich die Bayern und sendet Maria Theresia das Nürnberger Ei.

### Teil 4
Der Einsatz Trencks hat zwar den gewünschten militärischen Erfolg gebracht, allerdings muss Maria Theresia erkennen, dass damit auch Verbrechen und Grausamkeit Tür und Tor geöffnet wurde. Trencks Panduren haben Not und Elend über die Zivilbevölkerung gebracht, vergewaltigt und gemordet. Maria Theresia geht mit ihm, aber auch mit sich selbst hart ins Gericht. Ab sofort ist Moral oberstes Gebot, sie lässt die Keuschheitskommission einrichten, an deren Spitze Pater Johannes steht. Im schlimmsten Fall droht die Deportation ins Banat mit den sogenannten Temeswarer Wasserschüben.
Auf Anordnung des Päpstlichen Nuntius lässt Pater Johannes auch das Palais von Franz Stephan in der Wallnerstraße beobachten, der verdächtigt wird, Großmeister der Freimaurer zu sein. Außerdem soll er dort seine Geschäfte mit protestantischen Ländern abwickeln, ebenfalls zum Missfallen der katholischen Kirche. Maria Theresia verordnet ihrer Umgebung einen strengen Katholizismus, ihre Polizei geht gegen Glücksspiel und Prostitution vor. Damit möchte sie auch ihren Ehemann treffen, von dem sie sich zusehends entfremdet fühlt.
Nachdem Maria Theresia Franz Stephan eine private Trennung vorschlägt, um sich nur mehr bei offiziellen Anlässen zu begegnen, gesteht er ihr, dass er Großmeister der Freimaurer ist. Die Jesuiten hätten sein Palais in der Wallnerstraße nur deshalb beobachtet, um eine Liste von Freimaurern zu erstellen. Was eine von den Jesuiten erstellte Liste von Frauen anginge, so handle es sich bei den meisten von diesen um die Ehefrauen ausländischer Bankiers, für die es zu gefährlich sei sich persönlich mit ihm zu treffen und stattdessen ihre Frauen vorschicken würden. Das Geld, das er auftreibe, damit Maria Theresia den Krieg finanzieren könne, stamme aus Geschäften mit Preußen und Friedrich II.
Trenck wird wegen des Mordes an Adeligen, der Verheimlichung von Beute, der Absprache mit dem Feind, der Annahme von Bestechungsgeld, der Vergewaltigung und Plünderung vor das Reichsgericht gestellt. Von Pater Johannes erfährt Maria Theresia später, dass er gestorben ist. Er habe im Gefängnis sein Testament geschrieben, anschließend einen Priester kommen lassen und gebeichtet. Er teilte diesem mit, dass er am nächsten Tag zur Mittagsstunde sterben werde. In einem Brief an Maria Theresia schrieb Trenck, dass er nichts bereue und sein Leben im Kampf voll und ganz auskosten konnte, im Gefängnis aber nicht leben wolle.
Von den spanischen Inquisitoren werden die Freunde von Franz Stephan der Sodomie und des Satanismus beschuldigt, die Inquisitoren fordern für diese die Todesstrafe durch Verbrennen. Franz Stephan bemüht sich, sie freizukaufen und über die Grenze zu schleusen. An ihrer Stelle sollen Puppen verbrannt werden, die Kirche wird sie exkommunizieren. Maria Theresia verspricht daraufhin, einige Maßnahmen zurückzunehmen, die sie unter dem Einfluss von Pater Johannes eingeführt hatte. Nachdem Maria Theresia und Franz Stefan sich wieder etwas näherkommen, erfährt Maria Theresia von ihrer jüngeren Schwester Maria Anna, dass sie von einem Seitensprung schwanger ist. In der Beichte entlockt Pater Johannes Maria Anna dieses Geheimnis. Pater Johannes wird daraufhin ständiges Mitglied im Kriegsrat und Feldvikar der habsburgischen Armee. Franz Stefan ist enttäuscht, weil Maria Theresia versprochen hatte, den Ambitionen von Pater Johannes ein Ende zu setzen.
Nachdem es den Truppen Maria Theresias gelingt, Prag von den die Bayern unterstützenden Franzosen zu befreien, schwören die böhmischen Stände Maria Theresia die Treue, Maria Theresia soll zur böhmischen Königin gekrönt werden. Von ihrer Schwester Maria Anna erhält Maria Theresia die Nachricht, dass ihre Tochter tot zur Welt gekommen ist. In einem Brief klagt Maria Anna Gott und die Kirche an. Maria Theresia entzieht in der Folge Pater Johannes alle Befugnisse, der päpstliche Nuntius schlägt sich, nicht zuletzt nach großzügiger finanzieller Unterstützung durch Franz Stephan, auf Maria Theresias Seite und lässt Pater Johannes fallen.

### Teil 5
Diese Folge spannt einen Bogen über die Zeit der letzten 20 Jahre ihres Lebens, im Mittelpunkt steht die Heiratspolitik.

## Synchronisation
Die Synchronisation der teilweise nicht deutschsprachigen Schauspieler entstand bei der Neuen Tonfilm München unter der Dialogregie von Clemens Frohmann nach Dialogbüchern von ihm selbst und Stefan Kaiser.
| Rolle                      | Darsteller              | Synchronsprecher        |
| Franz Stephan              | Vojtěch Kotek           | Leonard Holm            |
| Gräfin Fritz               | Táňa Pauhofová          | Natascha Geisler        |
| Kaunitz                    | Stanislav Majer         | Raphael von Bargen      |
| Van Swieten                | David Svehlík           | Robert Dolle            |
| Tarouca                    | Peter Kocis             | Oliver Siebeck          |
| Mimmi                      | Sabina Rojková          | Maresa Sedlmeir         |
| Isabella von Bourbon-Parma | Jana Kvantiková         | Leslie Vanessa Lill     |
| Leopold                    | Jindřich Žampa          | Julian Rehrl            |
| Josepha von Bayern         | Tereza Marečková        | Lisbet Friederike Hampe |
| Kollar                     | Maroš Kramár            | Andreas Borcherding     |
| Marianne                   | Alžběta Malá            | Paula Nocker            |
| Lieserl                    | Mária Mokrášová         | Stephanie Lang          |
| Johanna                    | Stella Ginger Janácková | Lisa Marie Schreiber    |
| Marie-Antoinette (7 Jahre) | Frantiska Ondrícková    | Elisabeth Gruber        |
| Marie-Antoinette           | Rosaria Viola Mlčková   | Jasmin Olsacher         |
| Zeremonienmeister          | Martin Pechlát          | William Cohn            |
| Greta                      | Lucie Steflová          | Naemi Latzer            |
| Notar                      | Petr Franěk             | Simon Hatzl             |
| Nuncio                     | Igor Bareš              | Thomas Wenke            |

## Produktion und Hintergrund
Anlässlich des 300. Geburtstages von Maria Theresia am 13. Mai 2017 gestaltete der ORF einen Programmschwerpunkt, dessen Abschluss dieser Fernsehfilm bildet. Die Dreharbeiten zu Teil 1 und 2 fanden vom 18. April 2017 bis zum 27. Juni 2017 in Wien, Tschechien, der Slowakei und Ungarn statt. Drehorte waren unter anderem Schloss Valtice, das als Ersatzkulisse für die Wiener Hofburg diente, sowie die Stadt Kroměříž. Beteiligt waren der Österreichische Rundfunk, Beta Film, das tschechische Fernsehen Česká televize, das slowakische Fernsehen Rozhlas a televízia Slovenska (RTVS), und die ungarische MTVA. Produziert wurde der Film von der österreichischen MR Film und der tschechischen Maya Production.
Im Anschluss an die Erstausstrahlung des ersten Teils wiederholte der ORF die Ausstrahlung der Dokumentation Maria Theresia – Vermächtnis einer Herrscherin von Georg Riha auf ORF III, im Anschluss an den zweiten Teil die Universum-History-Spiel-Dokumentation Maria Theresia – Majestät und Mutter von Monika Czernin (Filmautorin) und Ernst Gossner (szenische Regie) mit Gerti Drassl in der Titelrolle.
Auf Arte erfolgte die Erstausstrahlung ab dem 28. Dezember 2018. Teil 3 und 4 wurden am 9. April 2020 erstmals auf Arte gezeigt.
Von 13. Mai bis Mitte Juli 2019 wurde unter der Regie von Robert Dornhelm in Wien und Tschechien eine Fortsetzung mit dem Arbeitstitel „Maria Theresia II“ für die Zeit nach 1740 mit Stefanie Reinsperger in der Titelrolle gedreht. Drehorte waren unter anderem Prag, Brünn sowie Schloss Valtice, das erneut als Ersatzkulisse für die Wiener Hofburg diente. Die Erstausstrahlung des Zweiteilers im ORF erfolgte im Weihnachtsprogramm 2019.
Im Dezember 2019 wurde bekannt, dass am Buch zu Teil fünf und sechs gearbeitet werde. 2020 wurden die Rechte für die Serie an den Sender PBS verkauft, wo diese auf dessen Video-on-Demand-Angebot Walter’s Choice gezeigt werden soll.
Ab April 2021 fanden die Dreharbeiten zum fünften und letzten Teil über die letzten 20 Lebensjahre von Maria Theresia statt, mit Ursula Strauss in der Titelrolle und Aaron Friesz als ihr Sohn Joseph II.
Am 7. Jänner 2022, am Tag nach der ORF-Erstausstrahlung der fünften Folge, zeigte ORF III die in Kooperation mit dem ZDF und Arte entstandene Dokumentation Erbe Österreich: Joseph II. – Kaiser und Rebell von Max Jacobi und Monika Czernin mit Ausschnitten aus dem fünften Teil der Serie.

## Historische Abweichungen
- Der preußische Marschall Grumbkow hielt sich weder am Wiener Hof auf, noch wurde er hingerichtet. Er starb 1739 eines natürlichen Todes in Berlin – 18 Monate vor Kaiser Karl VI. und 13 Monate, bevor in Preußen Friedrich II. den Thron bestieg.
- Kaiser Karl VI soll laut Ende von Teil 1 bei einem Jagdunfall verstorben sein, auch hier wurde die Handlung verändert. In Wirklichkeit starb er an einer Pilzvergiftung.

- Es gibt keinerlei Belege für eine Untreue seitens Maria Theresias. Eine Affäre und die Geburt eines unehelichen Kindes Maria Theresias nehmen einen größeren Part im 4. Teil ein, sind aber fiktiv.
- In Teil 5 schlägt Maria Theresia für den Fall, dass ihre Tochter Johanna, eigentlich Gabriele Johanna, nach ihrer Krankheit den Ansprüchen von König Ferdinand von Sizilien nicht mehr genügen sollte, vor, dass ihre Schwester Charlotte ihm angeboten werden könnte. Gemeint ist hierbei Maria Karolina, deren Rufname Charlotte war und welche später tatsächlich Ferdinand heiratete. Dass allerdings nach dem Tod von Johanna zunächst ihre Schwester Maria Josepha für dieses Eheprojekt vorgesehen war, wird in der Serie weggelassen.

## Rezeption

### Kritiken
DerStandard.at schrieb, dass der Film aufgrund von Darstellern wie Karl Markovics, Fritz Karl oder Julia Stemberger und auch dank kurzweiliger Inszenierung und allerlei amüsanter Einfälle punkten könne. Auch Stockinger würde als künftige Herrscherin überzeugen. Der Film sei „gute Unterhaltung für die Masse“, denn „nicht die exakte Wiedergabe historischer Ereignisse, sondern ausladende Dekolletés und kleine Frivolitäten sind der rote Faden im ersten Teil von Maria Theresia.“ […] „So charmant es auch sein mag, in jeweiliger Landessprache zu drehen, so schwierig ist die anschließende Synchronisation, um das Sprachengewirr zu bügeln – und das hört und sieht man.“
Die Tageszeitung Kurier meinte, dass man von der Produktion positiv überrascht sein konnte.
Vom optischen Aufwand her könne die Produktion mit internationalen Fernseh-Großproduzenten mithalten, die Hauptdarstellerin sei gut gewählt. Allerdings gäbe es auch einige Fehlstellen des Projektes und stellenweise sei der Film unfreiwillig komisch.
Heike Hupertz bezeichnete die Serie in der Frankfurter Allgemeinen Zeitung als „die ebenso opulent ausgestattete, gleichermaßen süffisant-plastische und mit majestätischer Geste erzählte österreichisch-tschechisch-slowakische Antwort“ auf The Crown sowie Catherine the Great mit Helen Mirren. Der jungen Regentin Elizabeth II. in The Crown (Claire Foy) entspräche „die bezaubernd durchsetzungsstark aufspielende Marie-Luise Stockinger“. Die ältere Queen in The Crown (Olivia Colman) habe dagegen weniger mit der fulminanten, temperamentvollen späteren Maria Theresia in Folge drei und vier gemein. Diese werde von Stefanie Reinsperger als „feministisch-mütterliche Ikone zwischen liebevoller Ehefrau und politischer Dampfmaschine verkörpert, deren Ding zwar die Macht, aber nicht die vornehme Zurückhaltung ist“. Reinspergers Maria Theresia gebe eher das Spiegelbild der freigeistigen, intellektuell brillanten und skrupellosen Katharina, der Großen, wie sie Helen Mirren in der HBO-Serie entworfen habe.

### Einschaltquoten
Bei Erstausstrahlung im ORF am 27. Dezember 2017 verfolgten den ersten Teil rund 1,1 Millionen Zuseher, der Marktanteil betrug 36 Prozent. Den zweiten Teil verfolgten durchschnittlich rund 1,2 Millionen Menschen, der Marktanteil betrug 38 Prozent.
In Tschechien erreichte der erste Teil bei Erstausstrahlung Anfang Januar 2018 zwei Millionen Menschen und 42,4 Prozent Marktanteil, der zweite Teil 2,16 Millionen und 46,8 Prozent Marktanteil.

## Episodenliste

### Staffel 1
| Nr. (ges.) | Nr. (St.) | Originaltitel | Erstausstrahlung AT       |
| ---------- | --------- | ------------- | ------------------------- |
| 1          | 1         | Teil 1        | 27. Dezember 2017 (ORF 2) |
| 2          | 2         | Teil 2        | 28. Dezember 2017 (ORF 2) |

### Staffel 2
| Nr. (ges.) | Nr. (St.) | Originaltitel | Erstausstrahlung AT       |
| ---------- | --------- | ------------- | ------------------------- |
| 3          | 1         | Teil 3        | 27. Dezember 2019 (ORF 2) |
| 4          | 2         | Teil 4        | 28. Dezember 2019 (ORF 2) |

### Staffel 3
| Nr. (ges.) | Nr. (St.) | Originaltitel | Erstveröffentlichung AT     |
| ---------- | --------- | ------------- | --------------------------- |
| 5          | 1         | Teil 5        | 30. Dezember 2021 (Flimmit) |

## Auszeichnungen und Nominierungen
Romyverleihung 2018
- Auszeichnung in der Kategorie Bester Nachwuchs weiblich (Marie-Luise Stockinger)
- Nominierung in der Kategorie Bester Produzent TV-Film[34][35]

Rose d’Or 2018
- Nominierung in der Kategorie Limited Series & TV Movie[36]

Romyverleihung 2020
- Nominierung in der Kategorie Beste Bildgestaltung TV-Fiction (Tomáš Juříček)[37]

Český lev 2020
- Auszeichnung in der Kategorie Bestes Szenenbild (Martin Kurel)
- Nominierung in der Kategorie Bestes Kostümbild (Ján Kocman)
- Nominierung in der Kategorie Bestes Maskenbild (Barbara Kichi)